# Onciale 0210
- Papyrus
- Onciale
- Minuscules
- Lectionnaire

Le Codex 0210, portant le numéro de référence 0210 (Gregory-Aland), est un manuscrit du Nouveau Testament sur parchemin écrit en écriture grecque onciale.

## Description
Le codex se compose de 2 folios. Il est écrit en une colonne, de 8 lignes par colonne. Les dimensions du manuscrit sont 10 x 7 cm,. Les paléographes datent ce manuscrit du VIIe siècle.
C'est un manuscrit contenant le texte incomplet de la Évangile selon Jean (5,44; 6,1-2.41-42).
Le texte du codex représenté type mixte. Kurt Aland le classe en Catégorie III. 
Lieu de conservation
Il est conservé à la Musées d'État de Berlin (P. 3607, 3623) à Berlin,.